# Tom Steyer
Tom Steyer (Nueva York, 27 de junio de 1957) es un empresario, filántropo y administrador de fondos de cobertura estadounidense. Fue candidato presidencial demócrata para las elecciones de 2020.
Steyer es el fundador y antiguo socio gerente de Farallon Capital y cofundador de Onecalifornia Bank, que se convirtió tras una fusión en Beneficial State Bank, un banco de desarrollo comunitario con asiento en Oakland. Farallon Capital maneja $20 billones en capital para instituciones y accionistas e inversores de gran porte económico. Los inversores de carácter institucional incluyen fundaciones e instituciones educativas. Steyer fue parte del consejo directivo de la Universidad de Stanford entre 2007 y 2017. Desde 1986 es socio y miembro del comité ejecutivo de Hellman & Friedman, una empresa de capital inversión de San Francisco.